# Marina Tauber
Marina Tauber (Chișinău, 1º maggio 1986) è una politica moldava, dal 2019 Membro del Parlamento della Moldavia, segretaria del partito di Ilan Shor.
È una deputata Moldava, tra il febbraio ed il marzo 2023 ha guidato le proteste organizzate dal suo partito contro il governo filo-europeista di Maia Sandu.

## Biografia

### Carriera sportiva
Per un decennio (2007-2017), Tauber si è dedicato al tennis. Nel 2007-2011 è stata istruttrice di tennis presso il Complesso Sportivo "Zimbru" di Chisinau, svolgendo nel 2011 le funzioni di responsabile del Dipartimento di Tennis nello stesso luogo. Nel 2010 entra a far parte dell'attività della Federazione Tennis come responsabile dello sviluppo e vicepresidente. Successivamente, nel 2011, è stata nominata Presidente della Federazione Tennis, carica che ha ricoperto per sei anni. Nel 2015-2017 è stata anche direttrice della Scuola Specializzata Sport Tennis nella Repubblica di Moldavia.
Nei forum internazionali di tennis, Marina Tauber è stata membro del Women's Professional Circuit Committee della International Tennis Federation (2015-2017) e del Development Committee della European Tennis Federation (Tennis Europe – 2012-2017). Nel 2015 è stata membro del Collegio del Ministero della Gioventù e dello Sport. Nello stesso anno si candida al Consiglio Direttivo della Federazione Internazionale di Tennis.
Secondo il profilo compilato dalla comunità investigativa Rise Moldova, Tauber è o era un membro del "Master" Beach Tennis Sports Club, della Acrobatic Rock and Roll Federation e della Public Association (AO) of Rock and Roll Acrobatic Maestro. Ha anche fondato come vicepresidente la Fondazione per lo sviluppo del tennis in Moldavia. Dirige o ha guidato il club sportivo "Academia de Tennis", AO Turul Tenisului Moldovenesc e AO Amit-Tenis.

### Attività politica
È entrata a far parte del Partito "ŞOR" - all'epoca movimento socio-politico "Ravnopravie" - nel giugno 2016, venendo nominata vicepresidente del partito poco dopo l'elezione di Ilan Şor a capo della formazione politica. Nel 2017-2018 ha svolto la medesima funzione nell'Associazione Pubblica "Pentru Orhei".
Era una candidata del partito ȘOR per la carica di sindaco del comune di Jora de Mijloc nelle elezioni locali anticipate organizzate nella località. Dopo le elezioni ha ottenuto il 61% dei voti al primo turno e ha iniziato il suo mandato il 28 maggio 2018.
Nel contesto della campagna elettorale di Jora de Mijloc, Tauber (e, per estensione, il partito "țOR") è stato accusato di aver superato il limite massimo di spesa di 93.504 lei. Secondo le stime dell'Associazione Promo-LEX, che è stata osservatrice nelle rispettive elezioni, le spese ammontano in realtà a più di 294.505 lei, e i rappresentanti del distretto di Orhei del Partito Democratico le stimano in almeno 300.000 euro. La Corte d'Appello di Chisinau ha rifiutato di esaminare il ricorso presentato al riguardo da Maia Sandu, in quanto non avrebbe partecipato al secondo turno.
Il 5 agosto 2018, ha partecipato a un'azione di protesta, durante la quale ha aggredito verbalmente diversi giornalisti di Radio Orhei e ha colpito uno di loro con una scopa. Il suo comportamento, così come quello di altri rappresentanti e simpatizzanti del Partito "ŞOR", è stato condannato da una serie di organizzazioni dei media.
Alle elezioni parlamentari del 2019 ha partecipato alla circoscrizione n. 19 Ivancea e vinse a valanga, diventando il 9 marzo deputato al Parlamento e rinunciando alla carica di sindaco di Jora de Mijloc. Il 4 dicembre è stata votata alla carica di capo della Commissione per l'ambiente e lo sviluppo regionale, sostenuta dal Partito dei Socialisti della Repubblica di Moldavia.

## Lo scandalo (Operațiunea Titirezul)
Secondo RISE Moldova, il nome di Marina Tauber è apparso nel rapporto della società di revisione internazionale Kroll, realizzato analizzando le circostanze del furto del miliardo nel 2012-2014. Il rapporto attesta che nel 2012 Tauber ha acquistato una partecipazione del 4,6% in Unibank, una delle tre banche coinvolte nella frode bancaria da 13,7 miliardi di lei, e che è stato uno dei beneficiari di tre bonifici per complessivi 17,9 milioni di lei.
Il 16 settembre 2019 il procuratore generale ad interim ha chiesto in aula parlamentare la revoca dell'immunità parlamentare di Reghina Apostolova e Marina Tauber. I due sono stati arrestati poco dopo dagli agenti del Centro Nazionale Anticorruzione, accusati di essere coinvolti nella "Rapina del Secolo". Un mese prima di questo incidente, Tauber aveva presentato al Parlamento un disegno di legge per l'annullamento dell'immunità parlamentare. Il deputato è stato rilasciato dalla cella della CNA dopo due giorni e posto agli arresti domiciliari per 30 giorni.  Sia Tauber che Apostolova sono state prosciolte dall'accusa nell'ottobre 2020.